# Abbasanta
Abbasanta ist ein Dorf auf der italienischen Insel Sardinien in der Provinz Oristano mit 2567 Einwohnern (Stand 31. Dezember 2023).
Die Nachbargemeinden sind: Ghilarza, Norbello, Paulilatino und Santu Lussurgiu.
Das Dorf liegt auf der Hochebene Altopiano di Abbasanta in einem landwirtschaftlich gut entwickelten Gebiet nahe der Hauptverkehrsachse Sardiniens, der in Nord-Süd-Richtung verlaufenden autobahnähnlichen Staatsstraße SS 131, der bei Abbasanta nach Nordosten in Richtung Olbia abzweigenden SS 131dir und an der Bahnstrecke Cagliari–Golfo Aranci Marittima. Das Dorf selbst ist um die im Renaissancestil erbaute Kirche Santa Cristina angelegt.
Seine Bedeutung erhält es vor allem durch drei in der Nähe gelegene archäologische Stätten:
- das Gigantengrab von Su Pranu

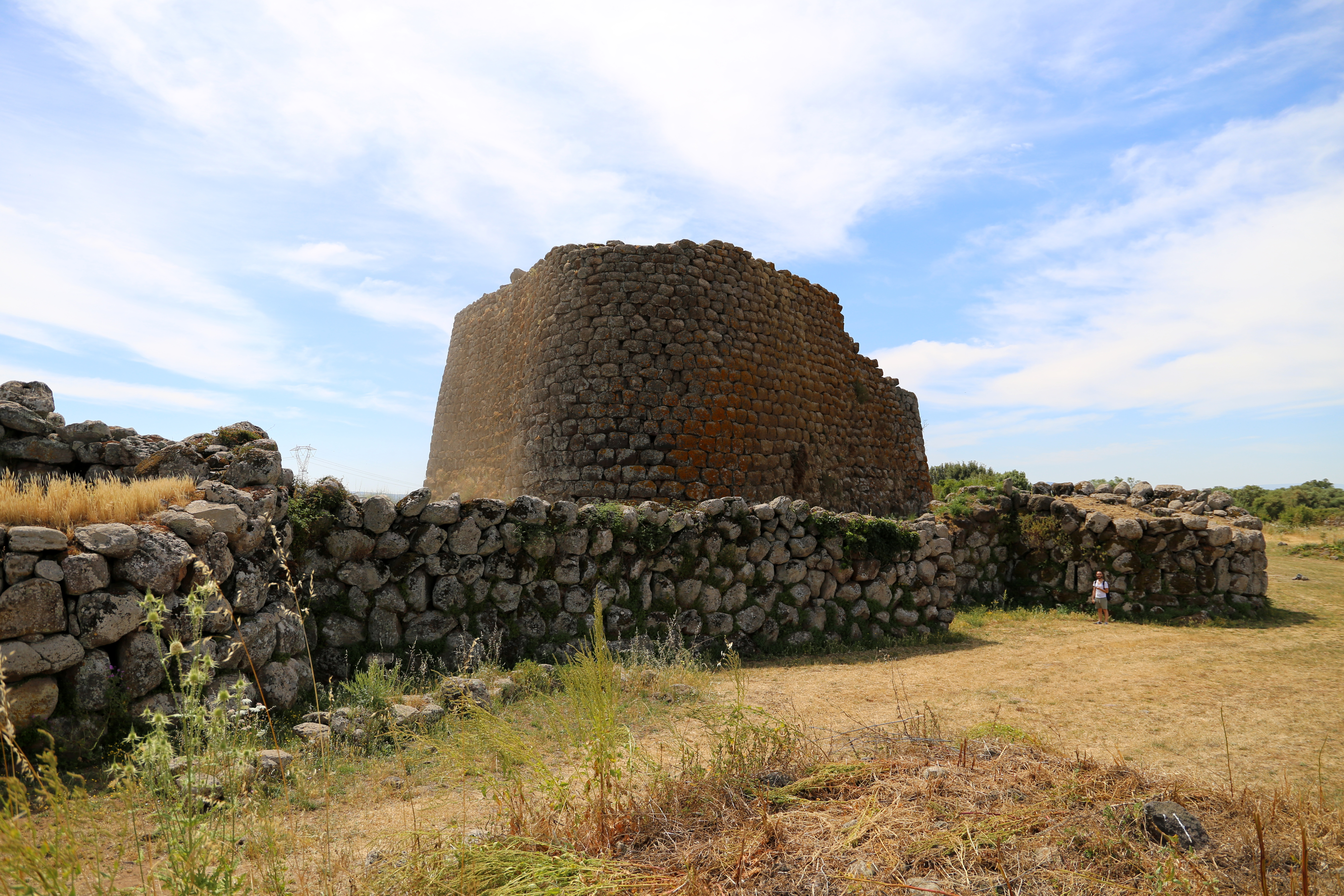
Nuraghe Losa

- das Brunnenheiligtum Santa Cristina
- die Nuraghe Losa
- die Nuraghe Aiga

In Abbasanta befindet sich eine Ausbildungseinrichtung der Polizia di Stato und eine kleine luftbewegliche Sondereinheit der Carabinieri. Die örtlichen Heliports werden auch von der italienischen Feuerwehr genutzt.